# Forêt nationale de Holly Springs
La forêt nationale de Holly Springs (en anglais : Holly Springs National Forest)  est une zone de protection créé en 1936 par le Service des forêts des États-Unis.

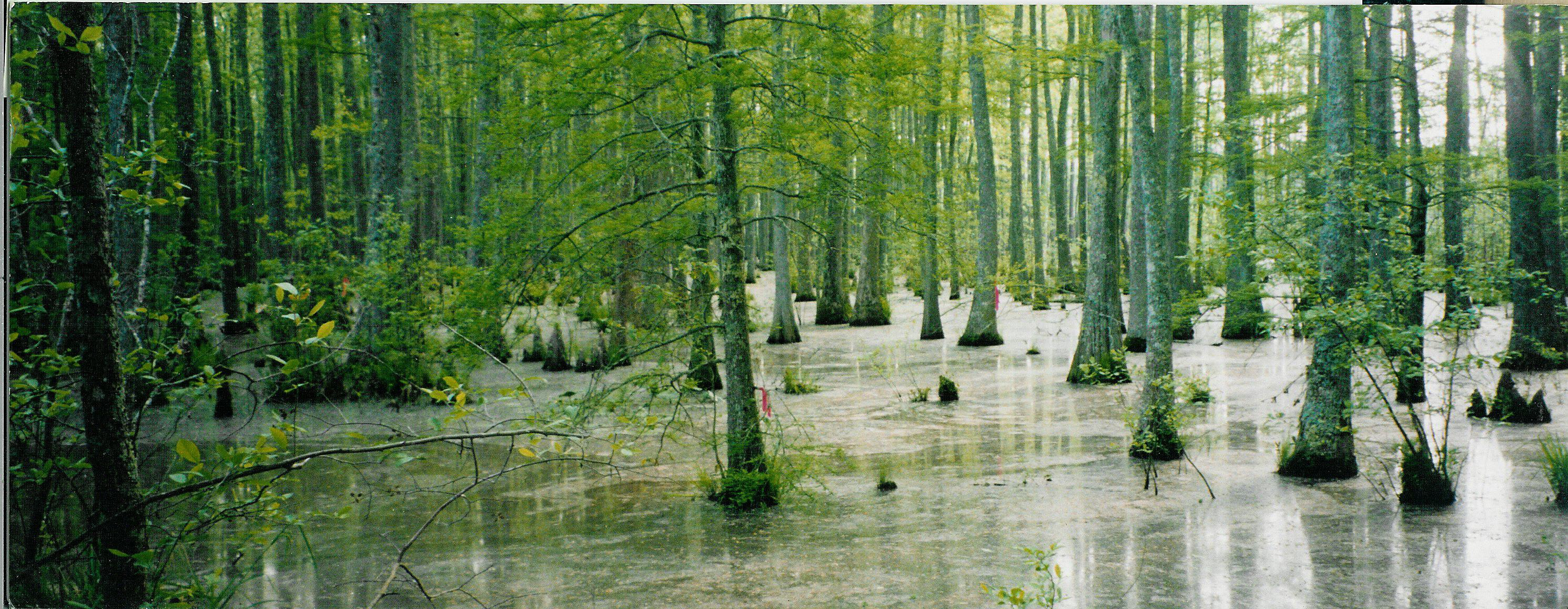
La Forêt Nationale de Holly Springs

La zone protégée, de la forêt nationale de Holly Springs, couvre une superficie de 630 km2.
Cette forêt protégée est divisée en deux secteurs. Le principal secteur est situé près de la ville de Holly Springs, le second secteur est situé dans le comté de Yalobusha.
La forêt nationale de Holly Springs est également le lieu où la rivière Wolf, un affluent du Mississippi, prend sa source.
Depuis 1999, les services de protection de cette forêt travaillent avec les membres de la Conservation de la rivière Wolf (Wolf River Conservancy).